# Kärven (Knutby socken, Uppland)
Kärven är en sjö i Uppsala kommun i Uppland och ingår i Olandsåns huvudavrinningsområde. Sjön är 5,9 meter djup, har en yta på 1,65 kvadratkilometer och är belägen 11,1 meter över havet. Sjön avvattnas av vattendraget Olandsån. Vid provfiske har bland annat abborre, braxen, gers och gädda fångats i sjön.

## Delavrinningsområde
Kärven ingår i det delavrinningsområde (664474-163287) som SMHI kallar för Utloppet av Kärven. Medelhöjden är 24 meter över havet och ytan är 25,03 kvadratkilometer. Räknas de 2 avrinningsområdena uppströms in blir den ackumulerade arean 62,92 kvadratkilometer. Olandsån som avvattnar avrinningsområdet har biflödesordning 2, vilket innebär att vattnet flödar genom totalt 2 vattendrag innan det når havet efter 61 kilometer. Avrinningsområdet består mestadels av skog (75 procent) och jordbruk (13 procent). Avrinningsområdet har 1,75 kvadratkilometer vattenytor vilket ger det en sjöprocent på 7 procent.

## Fisk
Vid provfiske har följande fisk fångats i sjön:
- Abborre
- Braxen
- Gärs
- Gädda
- Lake
- Mört
- Ruda
- Sarv
- Sutare